# 哈德森維爾 (密歇根州)
哈德森維爾（英語：Hudsonville）是一個位於美國密歇根州渥太華縣的城市。

## 人口
根據2020年美國人口普查的數據，哈德森維爾的面積為10.67平方千米，當中陸地面積為10.67平方千米，而水域面積為0.00平方千米。當地共有人口7629人，而人口密度為每平方千米715人。